# Bundesautobahn 81
De Bundesautobahn 81 (BAB81) ook wel A81 genoemd, is een Duitse autosnelweg die van Dreieck Würzburg-West, via Stuttgart, Singen naar Gottmadingen (in de buurt van de Zwitserse grens) loopt.
Er zijn plannen die ervoor moeten gaan zorgen dat men niet langer via de B34 hoeft te rijden om in Zwitserland te komen. Er zal een nieuw stuk A81 worden gebouwd dat rechtstreeks zal worden aangesloten op de A4. Waarschijnlijk zal er in 2011 met de bouw van dit project begonnen worden.

## Bijzonderheden
Uniek aan deze snelweg is dat deze een afrit heeft aan de linkerkant van de rijbaan. Deze afrit ligt bij Gärtringen. Deze afrit kwam tot stand, doordat de geplande A831 de functie van de A81 over zou nemen. Maar deze plannen zijn niet doorgegaan.

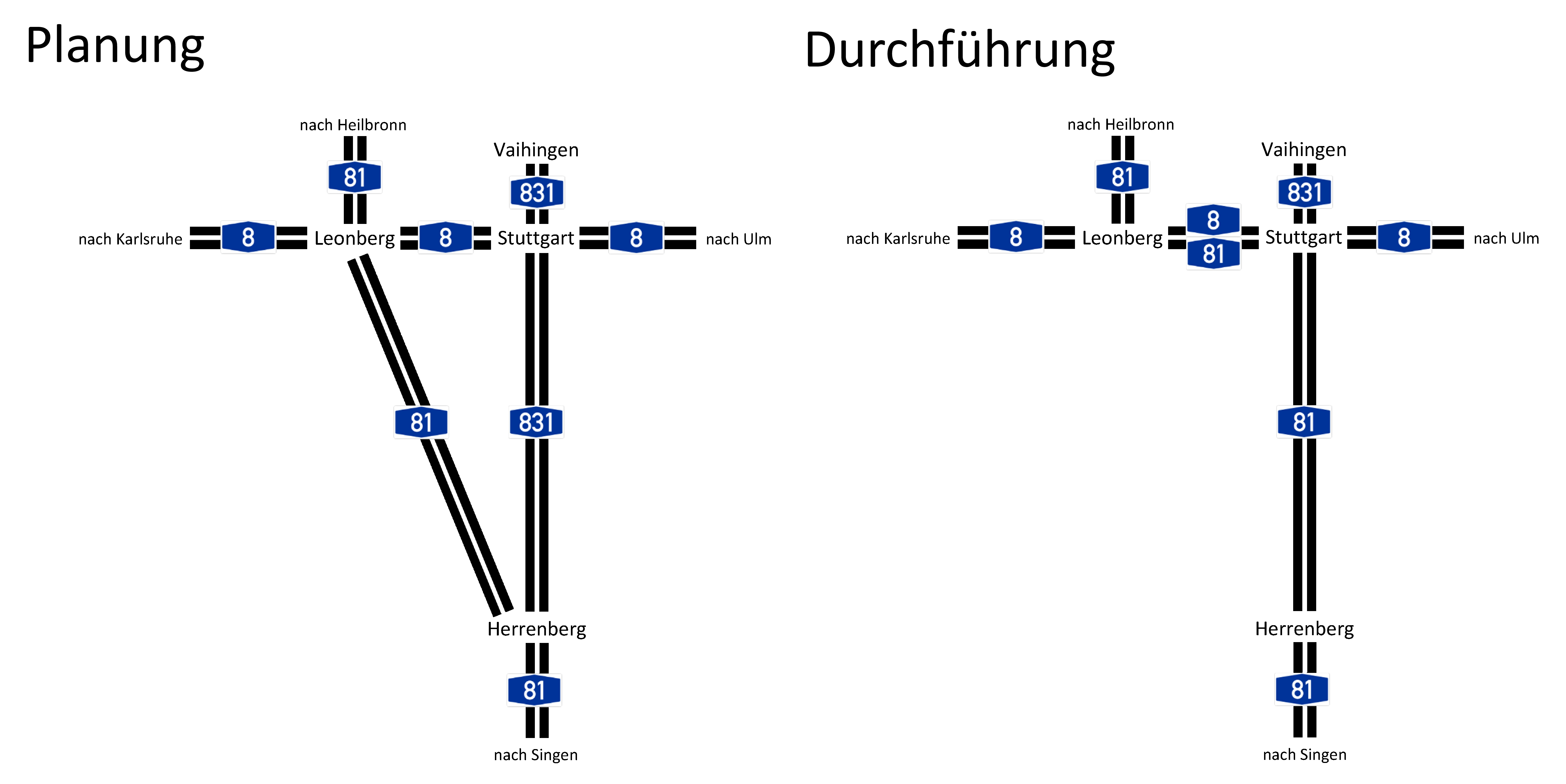
Geplande en uitgevoerde situatie A81/A831